# Ulica Dominikańska w Krakowie
 Ulica Dominikańska – ulica w Krakowie, w dzielnicy I Stare Miasto, na Starym Mieście.
Łączy plac Dominikański z ulicą św. Gertrudy. Jest jednojezdniowa. Ulicą przebiega torowisko tramwajowe.

## Historia
Ulica została w obecnym kształcie wytyczona w 1824 roku po zlikwidowaniu przykościelnego cmentarza i zburzeniu murów obronnych, kiedy zaczęto wytyczać Planty. Pierwszą linię tramwajową otwarto tu 17 stycznia 1913 roku.
Przy ulicy znajduje się kościół św. Trójcy z klasztorem oo. dominikanów oraz klasztor ss. bernardynek. Przez ulicę prowadzi trasa Małopolskiej Drogi św. Jakuba z Sandomierza do Tyńca.

## Zabudowa
- ul. Dominikańska 1 – kamienica, XIX wiek[a].
- ul. Dominikańska 3–5 – kamienica, XIX wiek[b].

Opracowano na podstawie źródła: Gminnej ewidencji zabytków – Kraków.

## Galeria

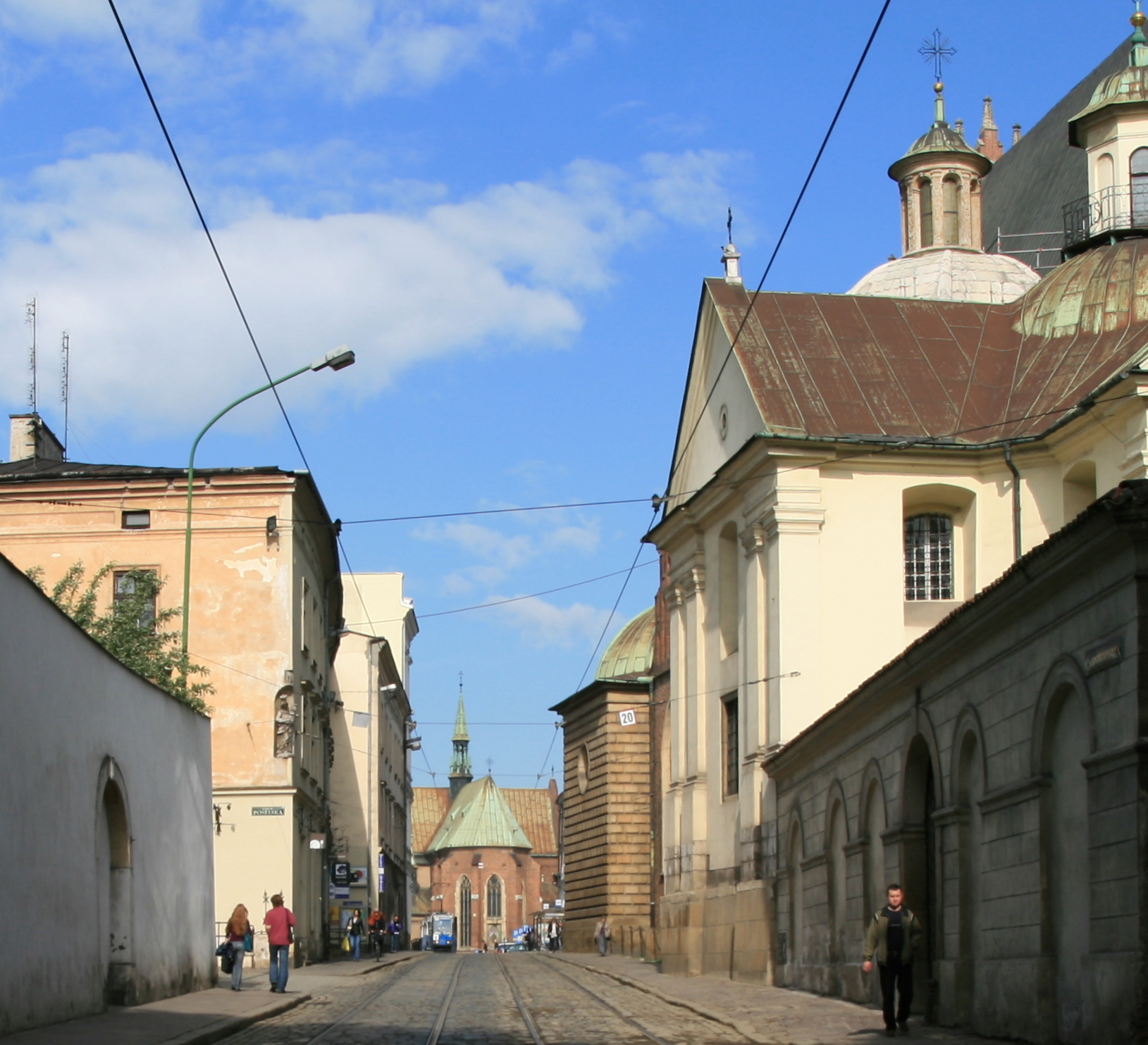
Widok od Plant na zachód
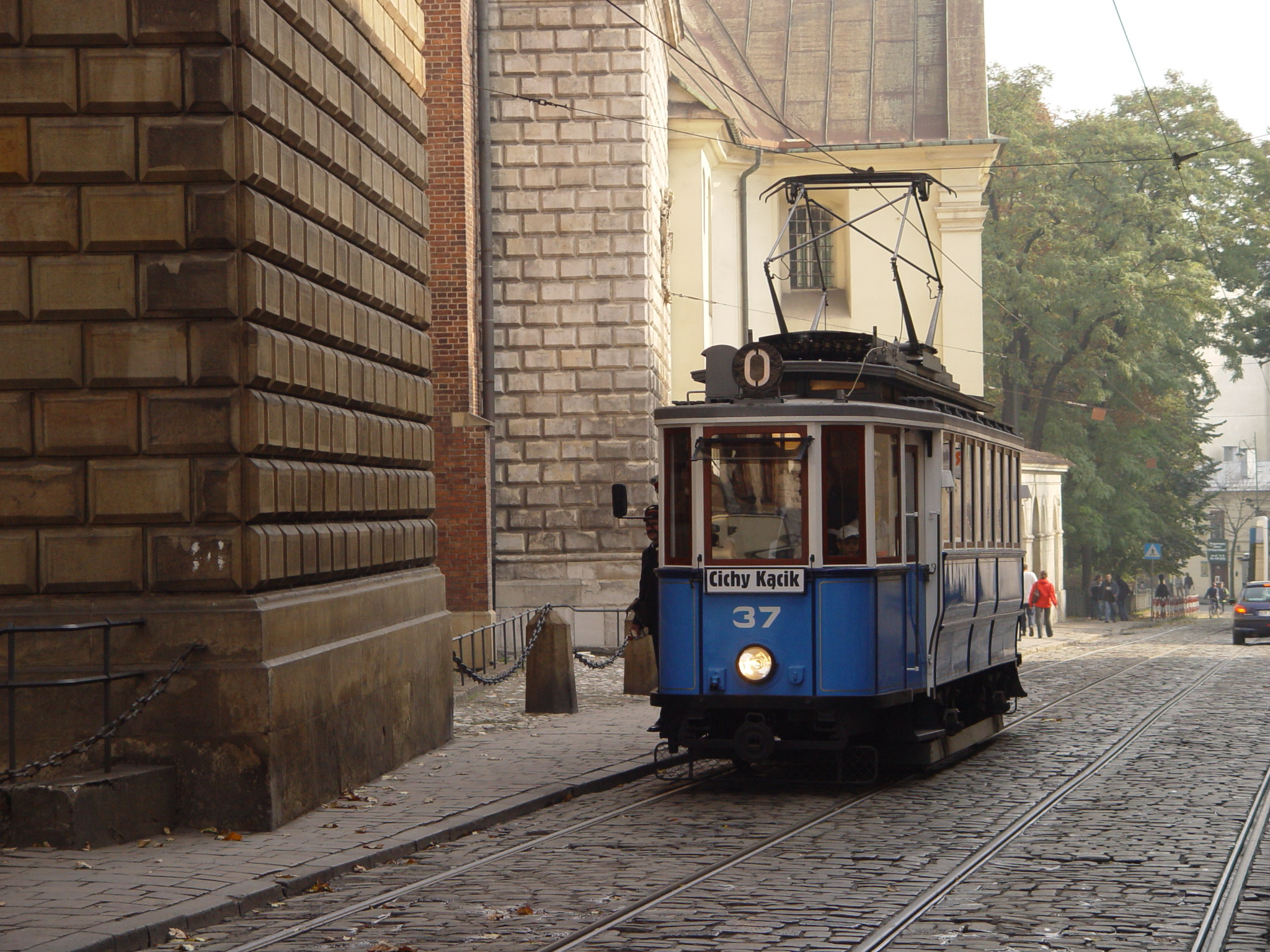
Zabytkowy tramwaj na ulicy Dominikańskiej (2005)